# La Bourgonce
La Bourgonce ist eine französische Gemeinde mit 862 Einwohnern (Stand: 1. Januar 2022) im Département Vosges in der Region Grand Est (bis 2015 Lothringen). Sie gehört zum Arrondissement Saint-Dié-des-Vosges und zum Kanton Saint-Dié-des-Vosges-1 (bis 2015: Kanton Saint-Dié-des-Vosges-Ouest). Die Einwohner werden Bourgonçois genannt.

## Geografie
La Bourgonce liegt etwa zehn Kilometer westnordwestlich von Saint-Dié-des-Vosges in den Vogesen. Hier entspringt das Flüsschen Valdange, das zur Meurthe entwässert. Umgeben wird La Bourgonce von den Nachbargemeinden La Salle im Norden, Nompatelize im Nordosten, Saint-Michel-sur-Meurthe im Osten, Mortagne im Süden und Südwesten, Autrey im Südwesten, Housseras im Westen sowie Jeanménil im Nordwesten.

## Bevölkerungsentwicklung
| Jahr                      | 1962 | 1968 | 1975 | 1982 | 1990 | 1999 | 2006 | 2013 |
| Einwohner                 | 359  | 330  | 534  | 740  | 753  | 712  | 813  | 898  |
| Quelle: Cassini und INSEE |      |      |      |      |      |      |      |      |

## Sehenswürdigkeiten

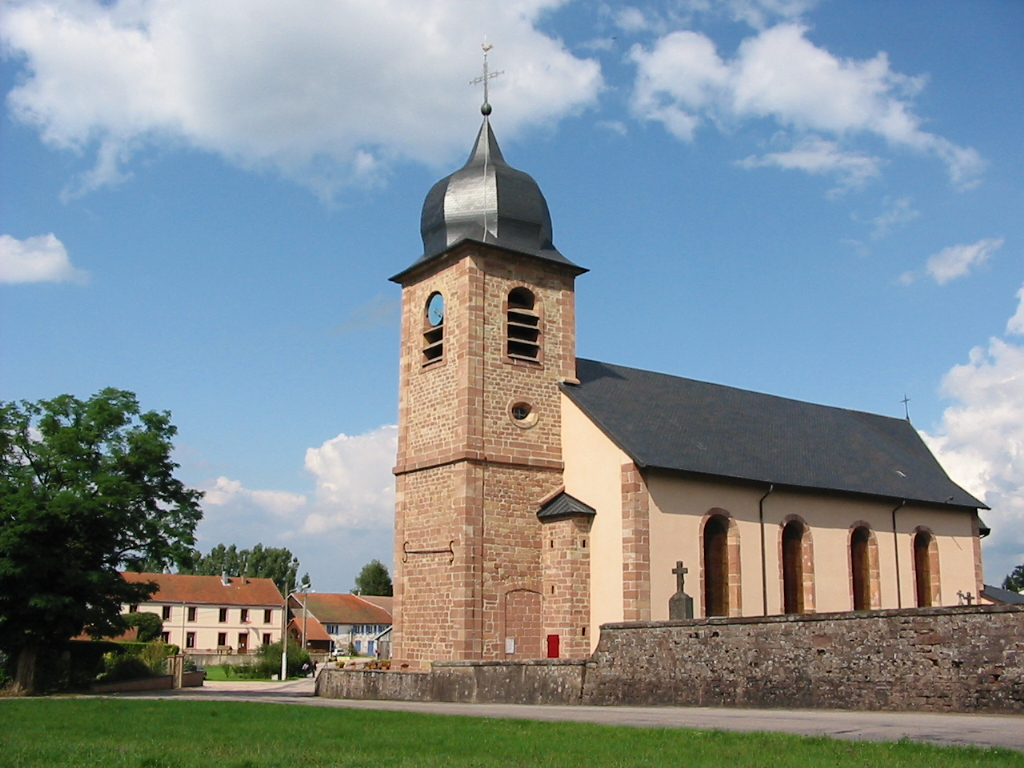
Kirche Saint-Denis und Rathaus

- Kirche Saint-Denis